# 邁達尼夫卡 (科羅斯堅區)
50°54′19″N 28°52′41″E / 50.90528°N 28.87806°E
邁達尼夫卡（烏克蘭語：Майданівка），是烏克蘭的村落，位於該國北部日托米爾州，由科羅斯堅區負責管轄，始建於1961年，面積0.61平方公里，海拔高度176米，2001年人口155，人口密度每平方公里252.44人。